# アンフィポリスの戦い
アンフィポリスの戦い（ギリシャ語：Μάχη της Αμφίπολης）は、ペロポネソス戦争中の紀元前422年におきたアテネとスパルタの間の戦いの名称である。

## 戦いの推移

### アンフィポリスの占領
紀元前424〜423年の冬、デリオンの戦いとほぼ同じ時期に、スパルタの将軍ブラシダスがストライモン川の近くにあるアテネの植民地、アンフィポリスを包囲、アテネの将軍ユークルズの抵抗にあいながらも占領した。

### アテネ率いる同盟とスパルタとの休戦
アテネとスパルタは紀元前433年に休戦協定を結んだ。

### アンフィポリスでの2度目の戦い
休戦協定が422年に失効するとともに、クレオンは30隻の艦隊、1,200の重装歩兵、300の騎兵を率い、アテネの同盟国からの他の多くの軍隊とともにトラキアに向い、彼はまずトロネとシオーネを奪還しました。また、その後、スパルタからアンフィポリスを奪還するために行動した。
ブラジダスは、約2,000の重装歩兵と300の騎兵に加えて、アンフィポリスの他の部隊がいましたが、クレオンを倒せるとは感じていなかった。その後、ブラジダスは部隊をアンフィポリスに戻し攻撃の準備をした。 
その後ブラシダスはクレオン率いる軍団の弱点に自ら行った偵察で気づき、兵力では圧倒的不利であったにもかかわらず、攻勢を仕掛け、混乱した敵に対して大胆に攻撃し、勝利を収めた。

## 影響
スパルタは、アンフィポリスの戦いに勝利したことで、アテナイに対して優位に立てるようになった。またスパルタとアテナイ双方の主戦派であるブラシダスとクレオンが戦死したことで講和の機運が高まったため、翌年の紀元前421年にニキアスの和約が結ばれた。しかし、ニキアスの和約で決められた占領地の返還をアテナイもスパルタも順守しなかったことや、アテナイに新たな主戦派のリーダーであるアルキビアデスが台頭したことから、再び戦争状態に陥ることになる。